# Кенійсько-ефіопські відносини
Кенійсько-ефіопські відносини — двосторонні дипломатичні відносини між Кенією та Ефіопією. Протяжність державного кордону між країнами становить 867 км.

## Історія
У 1907 Ефіопія вперше встановила зв'язки з британською колоніальною адміністрацією в Британській Східній Африці, коли було спочатку визначено кордон між Ефіопією і Кенією, який було додатково уточнено 1947 року, а потім офіційно розмежовано в 1950—1955 роках.
У 1954 Ефіопія заснувала почесне генеральне консульство в Кенії, офіційно встановивши зв'язки з колоніальною адміністрацією.
У 1930-ті під час окупації Ефіопії Італією ефіопські повстанці розташовувалися на території Кенії, де вони отримували підтримку і постачання. Кенійське повстанське угрупування Мау-Мау під час боротьби за незалежність від Великої Британії також мало бази на території Ефіопії.
У 1961, коли Кенія була ще британською колонією, Ефіопія призначила свого першого посла в цій країні, а Кенія відкрила посольство в Аддис-Абебі шість років по тому. Після проголошення незалежності Кенії Об'єднаний міжвідомчий консультативний комітет розглянув законність наявного кордону між двома країнами. 1970 року було підписано договір про визнання державного кордону.

## Державні візити
У травні 2018 року прем'єр-міністр Ефіопії Абій Ахмед Алі відвідав Найробі, де провів переговори з президентом Кенії Ухуру Кеніата. Лідери країн прийняли рішення створити двосторонню комісію, що є найвищим рівнем структурованого двостороннього співробітництва, яке Кенія може мати з іншими країнами. Обидва лідери також обговорили питання безпеки, особливо боротьби з тероризмом, і поточну ситуацію в Сомалі.
На початку 2019 президент Кенії Ухуру Кеніата відвідав Аддіс-Абебу разом з торговою делегацією на дводенному кенійсько-ефіопського торгово-інвестиційному форумі високого рівня. Також він відвідав промисловий парк Hawassa.

## Співробітництво
В рамках переговорів, проведених між лідерами Ефіопії і Кенії 2018 року, було узгоджено ключові напрямки співпраці. Такими ключовими галузями стали: сільське господарство, туризм, спільна військова підготовка, розвиток транспорту та інфраструктури, зокрема, коридору LAPSSET, створення лінії електропередачі між Ефіопією і Кенією, а також спільного міста і економічної зони Мойале. В числі інших питань — зміцнення співробітництва між національними перевізниками Ethiopian Airlines і Kenya Airways. Ефіопія і Кенія є партнерами в рамках місії АМІСОМ у Сомалі.

## Торгівля
Ефіопія і Кенія підтримують торговельні зв'язки. Обидві країни є членами торгового блоку Міжурядовий орган з питань розвитку. Проте, торгівля значною мірою одностороння, оскільки переважно Ефіопія імпортує товари з Кенії. 2012 року Ефіопія експортувала товарів на суму 4 млн доларів США в Кенію, а Кенія експортувала товарів на 54 млн доларів США в Ефіопію.
2012 року країни підписали угоду про особливий статус. Угода передбачає, що обом сторонам дозволяється відкривати представництва на території один одного для спрощення процедур торгівлі, обміну інформацією та зв'язку. Ефіопський парламент ратифікував договір у квітні 2014 року. Крім того, уряди Ефіопії і Кенії вклали кошти в транскордонну інфраструктуру. Проект будівництва автодороги Аддіс-Абеба — Найробі було розпочато 2012 року, передбачається[прояснити] будівництво асфальтованої ділянки протяжністю 505 км між Ісіоло і Мойале. Будівництво автомагістралі планувалося завершити 2015 року.

## Дипломатичні представництва
- Ефіопія має посольство в Найробі[9].
- Кенії має посольство в Аддіс-Абебі[10].